# Liste des abréviations honorifiques
Voici une liste des abréviations honorifiques.

## Grades universitaires
Voici diverses abréviations:
| Abréviation       | Signification            |
| ----------------- | ------------------------ |
| Ber/Bre           | Bachelier/Bachelière     |
| Me                | Maître                   |
| Dr/Dre            | Docteur/Docteure         |
| B.A.              | Baccalauréat en arts     |
| B.Sc.             | Baccalauréat en sciences |
| L.Ph.             | Licencié en philosophie  |
| M.A.              | Maîtrise en arts         |
| M.Sc              | Maîtrise en sciences     |
| D.A.              | Doctorat en arts         |
| D.Psy. (ou D.Ps.) | Docteur en psychologie   |
| D.Sc.             | Doctorat en sciences     |